# Église Saint-Barthélemy de Castéra-Bouzet
L'église Saint-Barthélemy de Castéra-Bouzet est une église catholique située à Castéra-Bouzet, en France.

## Localisation
L'église est située dans le département français de Tarn-et-Garonne, sur la commune de Castéra-Bouzet.

## Historique
Une première église a été construite au XIIe siècle. La seigneurie appartenait à la famille du Bouzet qui a donné son nom au village et a probablement financé la construction. L'église a un chœur pentagonal et une nef de quatre travées qui ont dû être reconstruits au XVe siècle sur les bases anciennes d'après le style des arcs, des colonnes engagées construites pour supporter une voûte et des culots des chapelles qui ont été détruites.
La construction a été reprise à la fin du XVIe siècle et au début du XVIIe siècle. La voûte n'a pas été construite. Le décor des chapiteaux est à la fois de style Renaissance et de style Classique.
Un portail en plein cintre surmonté d'un fronton triangulaire avec écusson, encadré de pilastres ioniques a été ouvert dans la troisième travée du côté gauche, datant du XVIIe siècle.
La façade était un clocher-mur surmonté de plusieurs baies campanaires. Il a été refait en 1879 mais il a été détruit par un ouragan en 1913. Le clocher-mur a été reconstruit après la Première Guerre mondiale.
L'église a été restaurée en 2012.
L'édifice est inscrit au titre des monuments historiques en 1979.
Plusieurs objets sont référencés dans la base Palissy.

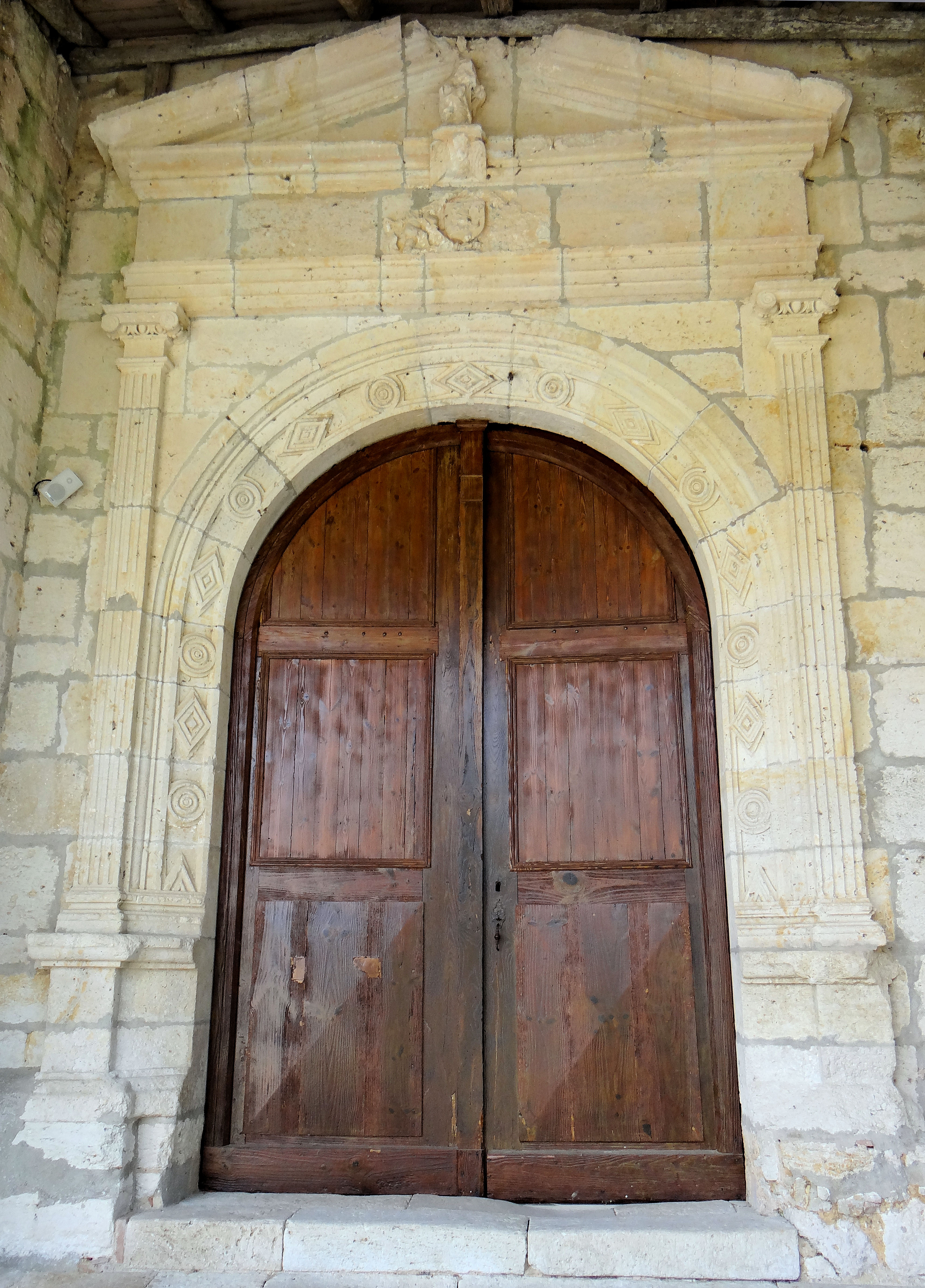
Le portail
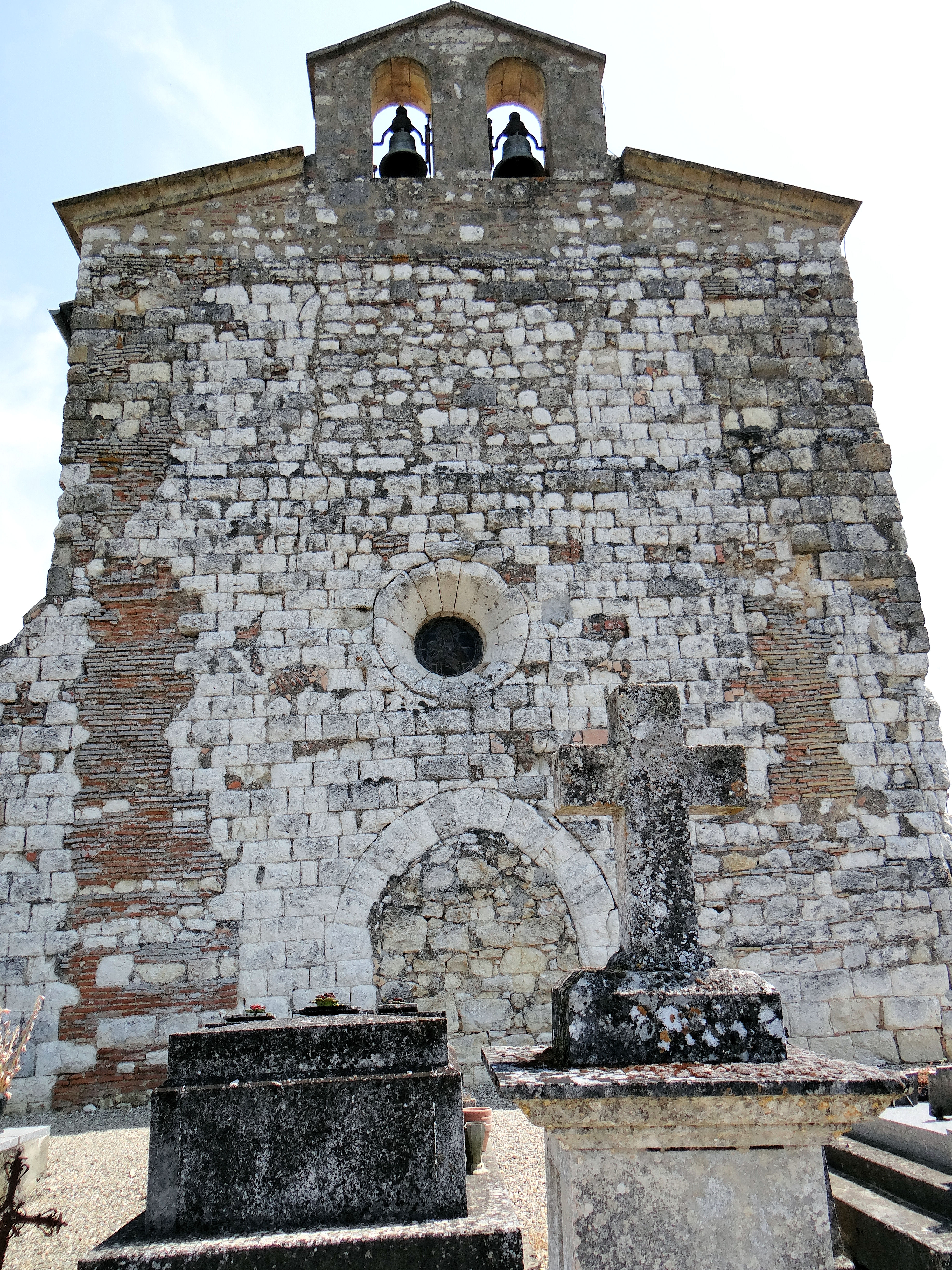
Façade